# Ormosia coccinea
Ormosia coccinea är en ärtväxtart som först beskrevs av Jean Baptiste Christophe Fusée Aublet, och fick sitt nu gällande namn av George Jackson. Ormosia coccinea ingår i släktet Ormosia och familjen ärtväxter.

## Underarter
Arten delas in i följande underarter:
- O. c. coccinea
- O. c. subsimplex